# Xavier Gélin
Pour les articles homonymes, voir Gélin.
Xavier Gélin est un acteur, producteur, scénariste et réalisateur français, né le 21 juin 1946 à Paris et mort le 2 juillet 1999 dans la même ville.

## Biographie
Xavier Malo Gélin est le fils de Daniel Gélin et Danièle Delorme, et le petit-fils du peintre André Girard (1901-1968) du côté maternel.
Il étudie au lycée français de New York et en sort diplômé en 1966. En tant que comédien, il tourne une vingtaine de films, plusieurs dramatiques et feuilletons à la télévision, et joue au théâtre. Il se lance ensuite dans la mise en scène de cinéma, d'abord comme assistant avec Yves Robert (son beau-père), Pierre Étaix et Terence Young.
De 1976 à 1980, il participe aux productions d'Yves Robert et Danièle Delorme à la Guéville, leur maison de production, dans des films tels que Un éléphant ça trompe énormément ou Nous irons tous au paradis d'Yves Robert.
L'année suivante, il crée sa propre société de production, Hugo Films (prénom de son fils), et produit notamment Qu'est-ce qui fait courir David ? d'Élie Chouraqui ou encore La Lectrice de Michel Deville. Xavier Gélin réalise deux comédies : Coup de jeune ! en 1993 et L'Homme idéal en 1997.

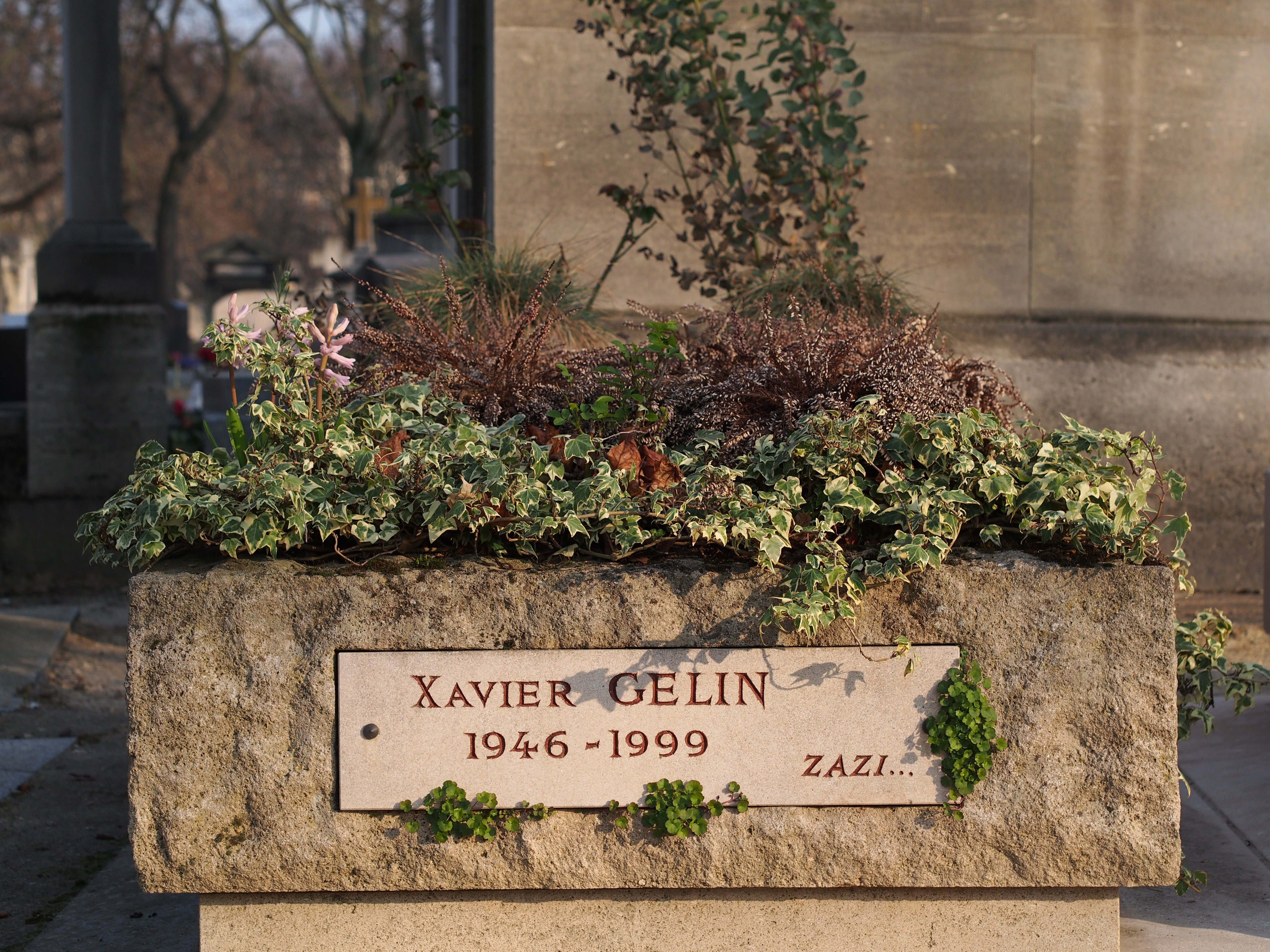
Sépulture de Xavier Gélin au cimetière du Montparnasse.

Gros fumeur, il meurt d'un cancer du poumon le 2 juillet 1999 dans le 13e arrondissement de Paris. Il est enterré au cimetière du Montparnasse (1re division).

### Vie privée
Le 2 juin 1973, il épouse à Saint-Hilarion (Yvelines) Anne-Elisabeth Ventura, fille de Ray Ventura, avec pour témoins Sylvie Vartan, Jean-Michel Boris, Catherine Allégret et Pierre Darnley. Le couple a un fils, Hugo Gélin, né en 1980.
Il est le demi-frère de Maria Schneider, Manuel Gélin et Fiona Gélin, nés des unions suivantes de son père.

## Théâtre
- 1972 : Le Knack d'Ann Jellicoe (en), mise en scène Michel Fagadau, théâtre de la Gaîté-Montparnasse
- 1975 : La Sirène de l'oncle Sam de Neil Simon, mise scène Emilio Bruzzo, théâtre Fontaine

## Filmographie

### Cinéma

#### En tant qu'acteur
- 1967 : Mise à sac d'Alain Cavalier
- 1969 : La Maison de campagne de Jean Girault : Gérard
- 1969 : Le Diable par la queue de Philippe de Broca : Charlie, le petit garagiste
- 1970 : L'Ours et la Poupée de Michel Deville : Reginald
- 1971 : La Femme sandwich (Macédoine) de Jacques Scandelari : le photographe
- 1971 : Le Juge de Jean Girault : Antonio
- 1971 :  Macédoine de Jacques Scandelari : le photographe
- 1971 : La Ville bidon ou La Décharge de Jacques Baratier : un jeune cadre
- 1972 : Ras le bol de Michel Huisman : Bert
- 1972 : L'aventure c'est l'aventure de Claude Lelouch : le fils de Lino
- 1972 : Le Grand Blond avec une chaussure noire d'Yves Robert : jeune homme dans la voiture entendant tirer les toilettes dans l'Estafette Renault
- 1972 : Absences répétées de Guy Gilles
- 1973 : Je sais rien, mais je dirai tout de Pierre Richard
- 1973 : Les Aventures de Rabbi Jacob de Gérard Oury : le fils du général
- 1973 : Salut l'artiste d'Yves Robert : Zeller
- 1974 : Les 'S' Pions d'Irvin Kershner : Paul (Revolutionary)
- 1974 : La Gifle de Claude Pinoteau : Xavier
- 1974 : Le Retour du Grand Blond d'Yves Robert : le peintre à l'aéroport
- 1978 : On peut le dire sans se fâcher ou La Belle Emmerdeuse de Roger Coggio : un automobiliste
- 1978 : Vas-y maman de Nicole de Buron : le mari
- 1978 : Une histoire simple de Claude Sautet : Denisold
- 1981 : Signé Furax de Marc Simenon : Théo Courant  - également scénariste
- 1982 : La Boum 2 de Claude Pinoteau : Gilles
- 1989 : Les cigognes n'en font qu'à leur tête : le cuisinier
- 1990 : Promotion canapé : un proxénète
- 1993 : Coup de jeune ! de Xavier Gélin : un collègue de Anne-Christine
- 1993 : Roulez jeunesse ! de Jacques Fansten : le fils de Jean
- 1993 : Les Amies de ma femme de Didier van Cauwelaert : le directeur de la chaîne
- 1997 : Abus de méfiance, court métrage de Pascal Légitimus : le serveur

### En tant que producteur
- 1982 : Qu'est-ce qui fait courir David ?
- 1984 : La Fille en rouge (The Woman in Red)
- 1984 : Le Jumeau
- 1985 : L'Homme à la chaussure rouge (The Man with One Red Shoe)
- 1985 : Lune de miel
- 1987 : Chronique d'une mort annoncée (Cronaca di una morte annunciata)
- 1987 : Tant qu'il y aura des femmes
- 1990 : Promotion canapé
- 1990 : Mister Frost
- 1991 : Loulou Graffiti
- 1993 : Coup de jeune !
- 1993 : La Guerre des boutons, ça recommence (War of the Buttons)
- 1994 : La Lune et le Téton (La Teta y la luna)
- 1997 : Abus de méfiance
- 1998 : Ça reste entre nous

### En tant que réalisateur
- 1967 : Le Grand Meaulnes de Jean-Gabriel Albicocco - en tant qu'assistant-réalisateur
- 1968 : Alexandre le Bienheureux d'Yves Robert - en tant qu'assistant-réalisateur
- 1993 : Coup de jeune ! - également scénariste
- 1997 : L'Homme idéal - également scénariste

### Télévision

#### En tant qu'acteur
- 1969  : Vive la vie 3, série télévisée de Joseph Drimal : Pierre
- 1970 : Les Saintes Chéries (série télévisée) : Laurent
- 1971 : Tang série télévisée d'André Michel : André
- 1971 : Un enfant dans la ville (téléfilm) : Patrick
- 1972 : Les Sous-locs (téléfilm) : Conic
- 1973 : Le Noctambule (téléfilm) : Gray
- 1976 : Bonjour Paris ! (série télévisée) : Christophe
- 1977 : Un jour entre Chiens et Loups, téléfilm  de Patrick Saglio : le Parisien
- 1977 : Bergeval père et fils (série télévisée)
- 1979 : Pourquoi Patricia ?, téléfilm de Guy Jorré : Prosper
- 1980 : Les Filles d'Adam (téléfilm) : Sébastien
- 1981 : Les Enquêtes du commissaire Maigret, épisode Le Pendu de Saint-Pholien d'Yves Allégret
- 1983 : Jeu de quilles (téléfilm) : Daniel, dit Bobo
- 1983 : Il faut marier Julie de Marc Marino (téléfilm) : Bernard

### En tant que producteur
- 1994 : Madame le Proviseur (série télévisée)
- 1995 : When the Dark Man Calls (téléfilm)
- 1999 : La Route à l'envers (téléfilm)

## Radio
- 1971 : Animation durant l'été de l'émission C'est ma planète en compagnie de Catherine Allégret et de Didier Kaminka. Le ton est iconoclaste et suscite la polémique. Une version très édulcorée reprendra plusieurs années plus tard, mais le succès ne sera pas au rendez-vous.